# Amara Camara
Ne doit pas être confondu avec .
Pour les articles homonymes, voir Amara Camara (ministre) et Camara.
Amara Camara, né en Guinée et mort le 9 septembre 2023 à Paris, est un diplomate guinéen.

## Biographie

### Études
Amara Camara a effectué ses études de droit public à l'université Paris-Sorbonne (France).

### Carrière professionnelle

#### UNESCO
Amara Camara commence à travailler le 2 août 1971 pour l'UNESCO, à Paris, affecté à l'unité des voyages du bureau du contrôleur financier (BOC), assistant le chef de la section à la vérification de la tarification et à la sélection des transporteurs.
De 1975 à 1980, il est chef de l'unité de correspondances de CPX[pas clair] au cabinet du sous-directeur général chargé de la coopération extérieure.
En 1980, il regagne le continent africain, nommé au bureau de l'UNESCO de Kinshasa en tant qu'administrateur de l'équipement des projets au Zaïre. Après un an de service, il retourne à Paris, au poste d’administrateur de bourses, chef de la section Afrique et Amérique latine.
En 1985, il rejoint le Sénégal au poste d'administrateur du bureau régional pour l'éducation en Afrique (BREDA).
De 1990 à 1995, il est administrateur de budget, chargé d'assurer la gestion budgétaire des Fonds-en-dépôt, des banques régionales et des comptes spéciaux.
De 1995 à 2000, il est administrateur principal, chef de la division des ressources et programmes extra budgétaires.
De 2001 à 2002, il revient au Sénégal en tant que directeur adjoint du BREDA.
Entre 2003 et 2009, il est le doyen du collège des médiateurs de l'UNESCO, chargé de régler les conflits entre le personnel et l'administration de l'organisation.
Le 13 novembre 2013, il devient membre du bureau de conseil de l'UNESCO, comme membre du conseil exécutif et président du comité spécial. Il participe ainsi à de nombreux colloques sur le développement économique, la coopération internationale, la promotion de la démocratie et de la bonne gouvernance.

#### Ambassadeur

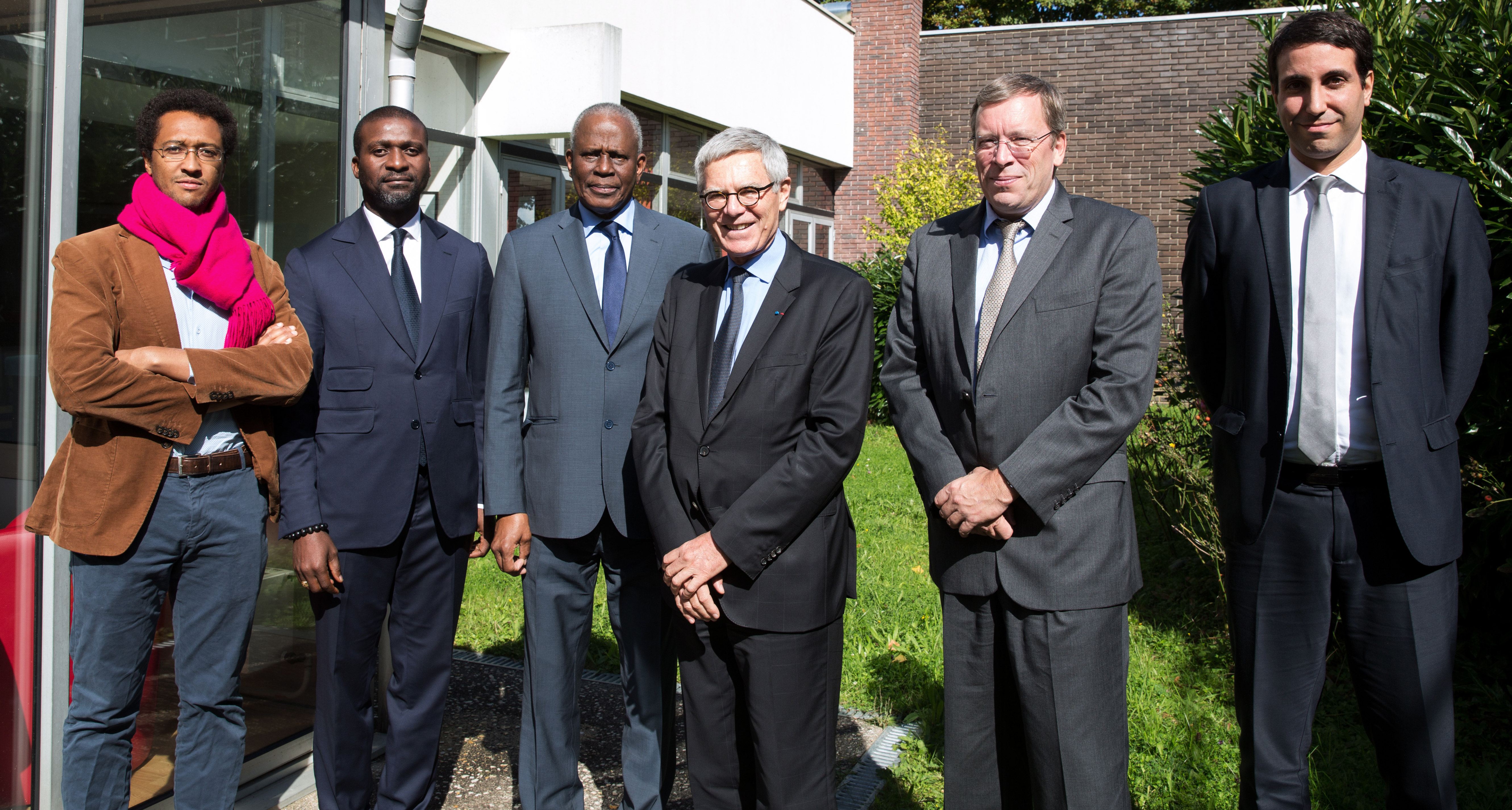
Visite d'Amara Camara à l'École polytechnique (France) en 2017.

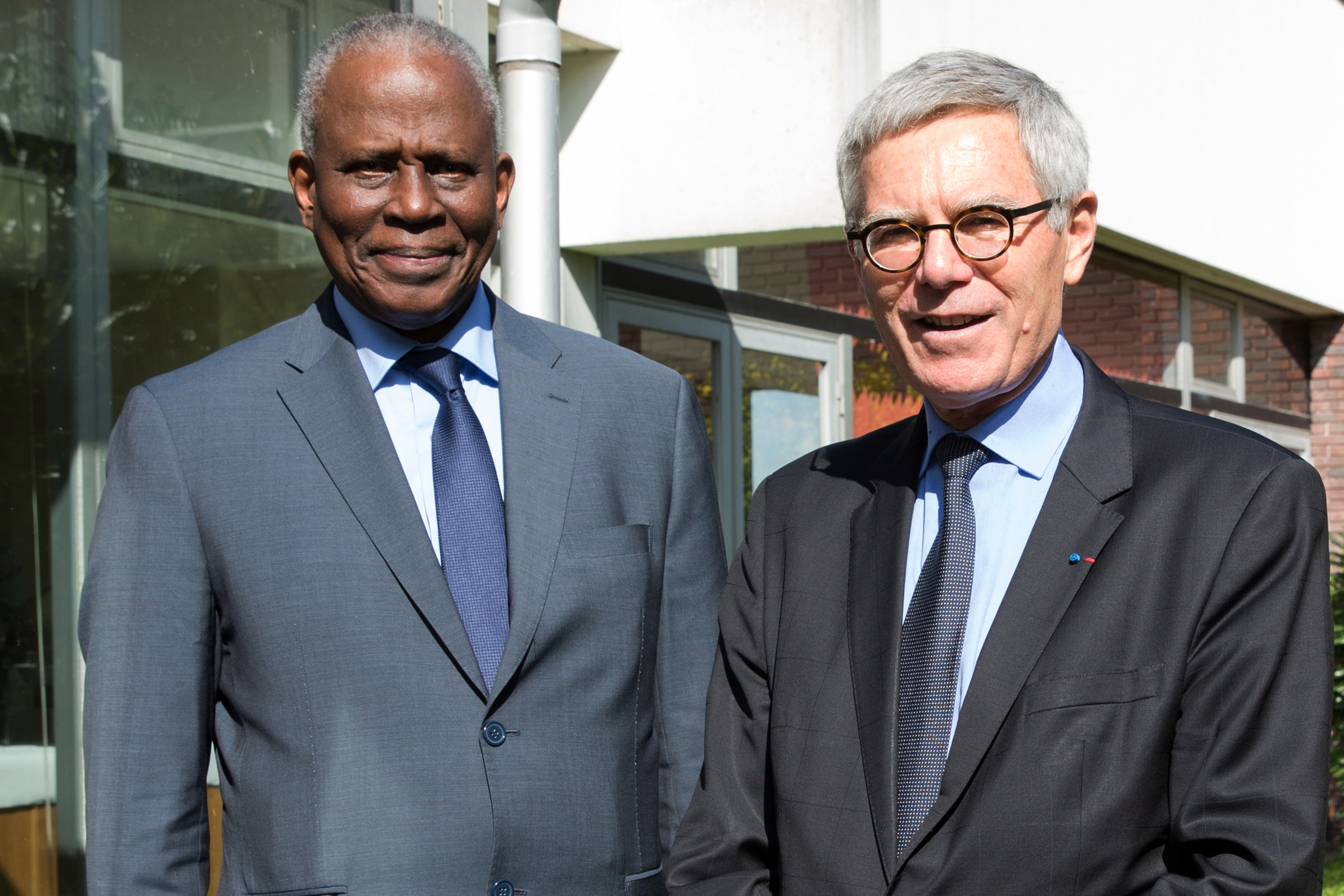
Amara Camara et Jacques Biot et le directeur de l'établissement.

Sous la présidence d'Alpha Condé, Amara Camara est du 29 mars 2011 ambassadeur de Guinée en France et au Portugal puis, à partir du 5 mai 2017, en Israël14 février 2022[source insuffisante]. Après le coup d'État du 5 septembre 2021, il est rappelé en Guinée, comme 34 autres ambassadeurs guinéens dans le monde, le 3 février 2022.

### Engagement
Amara Camara est président fondateur de l’association de lutte contre la pauvreté (KOSIMANKAN), œuvrant sur des projets de réalisation en centre socio-éducatif pour les enfants déshérités et la case de santé, qui couvre 200 districts dans la préfecture de Kankan et celle de Siguiri.

### Mort
Amara Camara est décédé le 9 septembre 2023 à Paris en France.